# Adolphe Sax
Antoine Joseph Sax, zwany Adolphe (ur. 6 listopada 1814 w Dinant, zm. 4 lutego 1894 w Paryżu) – belgijski budowniczy instrumentów muzycznych, konstruktor saksofonu.

## Dzieciństwo
6 listopada 1814 roku urodziło się pierwsze z jedenaściorga dzieci Charlesa Josepha Saxa – Antoine Joseph Sax zwany później Adolfem. Charles Sax, fabrykant, właściciel fabryki instrumentów dętych, w rok po bitwie pod Waterloo mianowany został przez króla Zjednoczonych Niederlandów, Wilhelma I głównym dostawcą instrumentów odradzającej się armii.
W mieście Dinant było dużo drobnych warsztatów mechanicznych, wśród których europejską sławę zdobyły warsztaty blacharskie, a szczególnie te, które pracowały na blachach z żółtej miedzi i mosiądzu. Adolf Sax od wczesnych lat zaznajamiał się z kształtem, budową i technologią produkcji instrumentów dętych. W wieku sześciu lat potrafił wytoczyć korpus klarnetu i roztrąb rogu. Od tego czasu pobierał systematyczne lekcje gry na flecie w Konserwatorium Brukselskim i klarnecie u znanego dyrygenta orkiestr wojskowych – L. Bendera.
W roku 1829, mając piętnaście lat, posłał na wystawę do Paryża wykonane własnoręcznie dwa flety i klarnet z kości słoniowej, które to instrumenty zostały uznane za świetne.

## Narodziny saksofonu
W wieku 20. lat udoskonalił klarnet basowy, będący do tej pory instrumentem bardzo niestrojnym i nierównym brzmieniowo. Od tego czasu zaczął borykać się ze złymi opiniami, przeciwnościami, a nawet procesami ze strony konkurencji i muzyków, którzy powodowani zazdrością byli Saksowi niechętni. Pierwsze spory dotyczyły unowocześnionego klarnetu basowego i dopiero konfrontacja instrumentów starych i nowego spowodowała, że wynalazek został zaakceptowany.
Wiosną 1841 roku Adolf Sax przeniósł się na jakiś czas do Paryża, gdzie obok uznania jako konstruktora i wynalazcy spotkała go zawiść, napady krytyków i muzyków, oszczerstwa, procesy sądowe, a nawet kradzieże. Z drugiej strony Sax miał wyjątkową zdolność robienia sobie nieprzyjaciół wynikającą z arogancji i trudnego usposobienia.
Po raz pierwszy o istniejącym już saksofonie napisał Hector Berlioz 12 czerwca 1842 roku w paryskim Journal des débats. Saksofon (fr. Le Saxophon), nazywany od nazwiska swego wynalazcy, był instrumentem z grupy dętych drewnianych. Miał dziewiętnaście klap, co czyniło go podobnym do instrumentu ophicleide. Ustnik, w przeciwieństwie do dętych blaszanych, był podobny do ustnika klarnetu basowego. Pierwszym saksofonem był saksofon barytonowy, dopiero później, z konieczności nadania większej ruchliwości, Adolf Sax skonstruował alt, tenor i sopran. Skala pierwszego saksofonu była o siedem dźwięków większa niż późniejsze modele, które Sax przebudował ze względu na gorsze możliwości brzmieniowe najwyższych dźwięków prototypu. Wkrótce po premierze pierwszego saksofonu, Adolf Sax zademonstrował swoje instrumenty w Konserwatorium Paryskim, gdzie słuchali go znani wówczas muzycy i kompozytorzy: Auber (sławny kompozytor La Muette de Portici – opery wykonywanej w Brukseli 21 września 1830, która stała się sygnałem dla rewolucji belgijskiej), Halévy, Habeneck, Monnais i inni, którzy chwalili go za nowatorstwo i muzykalność.
Po sukcesie prezentacji Sax otworzył warsztat w Paryżu przy ulicy Saint Georges 10, gdzie zabrał się energicznie do pracy, nader często jednak popadając w konflikty z zatrudnianymi rzemieślnikami.
Na siedemnastego i dwudziestego pierwszego czerwca przypadają daty pierwszych francuskich patentów saksofonowych. Wiosną 1843 roku Sax rozpoczął produkcję instrumentów blaszanych z nowym mechanizmem obrotowym zamiast tłokowego.

## Propagowanie saksofonu
W listopadzie 1843 roku, podczas wystawienia opery Don Sebastian Donizettiego muzycy odmówili wykonania partii klarnetu basowego na instrumencie zrobionym przez Saxa. Sax zadeklarował, że wykona ją osobiście, ale muzycy zagrozili strajkiem. Sax wspólnie z Donizettim musieli ustąpić. Na początku 1844 roku warsztat Saxa odwiedził Rossi, który urzeczony brzmieniem saksofonu sprowadził go do konserwatorium w Bolonii.
Najwierniejszym zwolennikiem saksofonu i talentu Saxa był jednak Hector Berlioz – gorący propagator nowego instrumentu konsekwentnie wszędzie tam, gdzie koncertował.
Od roku 1844 warsztat Saxa odwiedzała śmietanka życia muzycznego, literackiego i społecznego Paryża. Przy każdej okazji Sax demonstrował możliwości swoich instrumentów podczas improwizowanych koncertów. W tym samym roku Sax otworzył filię fabryki w Anglii, a wkrótce po tym jego młodszy brat Henry wyemigrował do Ameryki, gdzie założył manufakturę instrumentów dętych w Filadelfii.

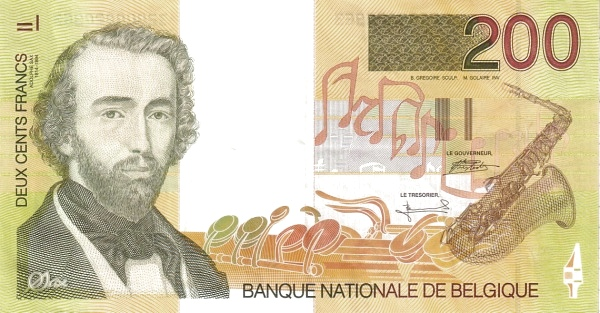
Adolphe Sax i jego saksofon na franku belgijskim

Latem 1844 saksofon został pokazany na Paris Industrial Exhibision i prezentowany wobec króla Ludwika Filipa i królowej Marii Amelii. Rok 1845 okazał się przełomowy w życiu Adolfa Saxa. Dopiero teraz zaczęła przełamywać się stopniowa niechęć muzyków i środowiska, chociaż nadal miał wielu wrogów, stopniowo pokonywał zniechęcenie do swojej osoby. Budził olbrzymie kontrowersje nazywając grupę saxhornów swoim nazwiskiem (protestowali niemieccy konstruktorzy: Stolzel i Blumel).
Opłacani przez przeciwników prawnicy raz po raz pozywali go do sądów podważając zasługi przy wynalezieniu saksofonu. Jednocześnie instrument ten zyskiwał coraz więcej zwolenników w wojskowych paradach ulicznych i wśród uczącej się muzyki młodzieży.
Wielkim sukcesem była muzyczna oprawa wojskowego święta 26 lipca 1846 roku, w czasie której 1800 muzyków wykonało program z udziałem wielkiej liczby saksofonów zaaranżowany przez Berlioza. 12 października 1848 roku aż pięciu studentów klasy saksofonu otrzymało stypendia.
Latem 1849 roku Stany Zjednoczone objechała wystawa saksofonów i saxhornów.

## Późne lata Adolphe’a Saxa

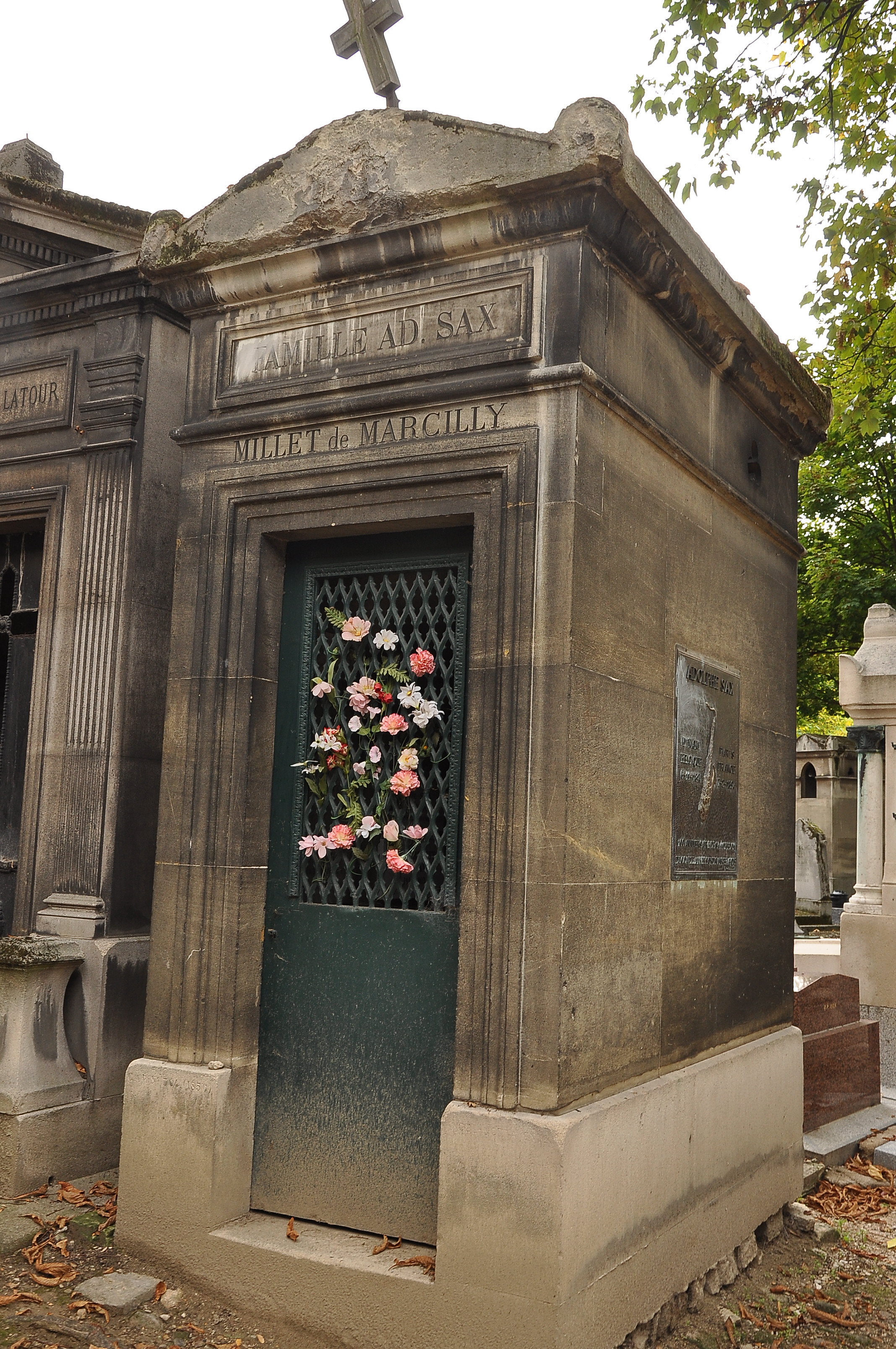
Grób na cmentarzu Montmartre

Zgodnie z tendencją XIX wieku Adolf Sax ujednolicił wszystkie pokrewne modele instrumentów dętych blaszanych: buglehorny altowe, tenorowe, eufonia i tuby budowane przez różnych konstruktorów, a nie tworzące dotąd homogenicznej grupy nadając im wspólną nazwę saxhornów. W 1853 r. po spotkaniu z Richardem Wagnerem zbudował tubę wagnerowską. W 1854 roku Sax opublikował „Saxhorn Metode”. Od tego roku Sax systematycznie uzupełniał rodziny saksofonów i saxhornów o nowe instrumenty.
W tym okresie nie powodziło mu się najlepiej, doszło do tego, że cesarz Napoleon III ratował go od bankructwa.
W 1858 został kierownikiem klasy saksofonu przy Konserwatorium Paryskim, gdzie nauczał przez trzynaście lat. W roku 1870 rząd rozwiązał klasę. Do końca życia żył w biedzie na emeryturze ustanowionej przez rząd. Zmarł w roku 1894. Został pochowany w rodzinnym grobowcu na cmentarzu Montmartre w Paryżu.